# مسجدمحله (باب‌الحوائج)
مسجد محله (باب‌الحوائج) مربوط به دوره پهلوی است و در خوسف، خیابان ش مطهری، کوچه ش محمدرضا نصراللهی واقع شده و این اثر در تاریخ ۲۵ اسفند ۱۳۷۹ با شمارهٔ ثبت ۳۵۱۴ به‌عنوان یکی از آثار ملی ایران به ثبت رسیده است.